# Rijkscommissie voor de Monumentenzorg
De Rijkscommissie voor de Monumentenzorg was een Nederlandse organisatie voor monumentenzorg die een voorloper was van de hedendaagse Monumentencommissies.
Het werd in 1918 opgericht als een onbezoldigd adviesorgaan onder de Minister dat zorgde voor wetenschappelijke beschrijving en bouwkundige ondersteuning bij restauraties. In 1918 werd ook de Rijkscommissie voor de inventarisatie van Nederlandse Monumenten van Jan Kalf als onderdeel met haar eigen bureau opgenomen.
De rijkscommissie bestond uit een ruim twintigtal bestuursleden waaronder architecten, kunsthistorici met naam, en belangstellende bestuurders. Leden van de rijkscommissie waren onder andere Carla de Jonge, Frederic Adolph Hoefer, Willem Leliman, Oscar Leeuw, Jacobus Johannes Pieter Oud, Arend Odé (vicevoorzitter) en Gerard Peijnenburg (voorzitter).